# Сомерсет, Генри, 8-й герцог Бофорт
Генри Чарльз Фицрой Сомерсет (англ. Henry Charles FitzRoy Somerset; 1 февраля 1824, Париж, Королевство Франция — 30 апреля 1899, Стоук-Гиффорд, Глостершир, Великобритания) — английский аристократ, 8-й герцог Бофорт, 10-й маркиз Вустер, 14-й граф Вустер, 16-й барон Герберт и 8-й барон Ботетур с 1853 года (до 1835 года носил титул учтивости граф Гламорган, в 1835—1853 годах — маркиз Вустер), кавалер ордена Подвязки. В 1858—1859 и 1866—1868 годах занимал придворную должность конюшего.

## Биография
Генри Сомерсет родился 1 февраля 1824 года в Париже и стал единственным сыном Генри Сомерсета, впоследствии 7-го герцога Бофорта, и его второй жены, Эмили Фрэнсис Смит. С 1835 года он носил титул учтивости маркиз Вустер. Сомерсет окончил Итонский колледж, в августе 1841 года получил чины корнета и младшего лейтенанта 1-го лейб-гвардейского полка. В 1842—1852 годах он был адъютантом герцога Веллингтона, главнокомандующего военными силами Великобритании. В июле 1843 года Сомерсет был произведён в лейтенанты, в августе 1847 года стал капитаном 7-го гусарского полка.
В июне 1852 года Сомерсет стал заместителем лейтенанта Глостершира, а после смерти герцога Веллингтона в сентябре того же года он продолжал службу адъютантом при новом главнокомандующем, виконте Гардиндже, до его смерти в 1856 году. В октябре 1858 года Сомерсет был произведён в подполковники, но продал свой чин и оставил военную службу в июне 1861 года. В сентябре 1863 года он стал заместителем лейтенанта Монмутшира, в ноябре 1867 года — почётным полковником 1-го Глостерширского инженерного добровольческого полка.
В 1846—1853 годах Сомерсет заседал в Палате общин Великобритании как депутат от Восточного Глостершира. В ноябре 1853 года, после смерти отца, он унаследовал титул 8-го герцога Бофорта и стал членом Палаты лордов. В феврале 1858 года герцог был назначен конюшим в составе второго правительства графа Дерби и членом Тайного совета Великобритании. В июле 1859 года, после отставки правительства, герцог лишился поста конюшего, в июне 1866 года снова получил его в составе третьего правительства графа Дерби. В 1867 году Бофорт стал кавалером ордена Подвязки и лордом-лейтенантом Монмутшира. В 1868 году, после отставки правительства, он потерял пост конюшего, но сохранил за собой пост лорда-лейтенанта.
Генри Сомерсет умер от подагры в 1899 году в возрасте 75 лет в Сток-Гиффорде, Глостершир. Он был похоронен 5 мая 1899 года в церкви Святого Михаила и всех Ангелов в Бадминтоне.

## Семья
3 июля 1845 года Генри Сомерсет женился на Джорджиане Шарлотте Керзон, дочери Ричарда Керзон-Хау, 1-го графа Хау, и Гарриет Джорджианы Бруденелл. В этом браке родились шестеро детей:
- Генри Адельберт Веллингтон Фицрой (1847—1924), 9-й герцог Бофорт[4];
- Генри Ричард Чарльз (1849—1932)[5];
- Генри Артур Джордж (1851—1926)[6];
- Генри Эдвард Бруденелл (1853—1897)[7];
- Бланш Элизабет Аделаида (приблизительно 1854—1897), жена Джона Бересфорда, 5-го маркиза Уотерфорда[8].